# Route départementale 104 (Haïti)
Pour les articles homonymes, voir Route départementale 104.
La route départementale 104, ou RD 104, est une route départementale d'Haïti reliant Limbé à Borgne.

## Présentation
La route 104 part de la route nationale 1 au centre-ville de Limbé, plus loin elle longe la rivière de Port-Margot puis traverse le centre-ville de Port-Margot. 
Elle continue jusqu'à la ville de Borgne où elle continue le long de la côte jusqu'au centre-ville de Borgne.

## Tracé
- Limbé
- Port-Margot
- Borgne